# A csend rabjai
A csend rabjai (eredeti cím: The Silent Hour) 2024-ben bemutatott amerikai bűnügyi filmthriller, amelyet Dan Hall forgatókönyvéből Brad Anderson rendezett. A főbb szerepekben Joel Kinnaman, Sandra Mae Frank, Mekhi Phifer és Mark Strong látható.
Amerikában 2024. október 11-én mutatta be a Republic Pictures. Magyarországon a FilmBox Premium mutatta be 2025. január 5-én.

## Cselekmény
Tizenhat hónappal azután, hogy egy szolgálat közbeni baleset következtében halláskárosodást szenvedett, egy bostoni nyomozó és társa életveszélyes konfliktusba keveredik. Meg kell védeniük egy siket gyilkossági tanút, aki egy sérülékeny lakóépületben él. Az ellenfél, Lynch, egy bűnözőkből és korrupt rendőrökből álló csapat vezetője: eltökélt szándéka, hogy elhallgattassa a tanút, nehogy az vallomást tegyen. Ez a helyzet feszült patthelyzethez vezet a lakóépületben.

## Szereplők
| Szerep              | Színész          | Magyar hang      |
| ------------------- | ---------------- | ---------------- |
| Frank Shaw nyomozó  | Joel Kinnaman    | Bozsó Péter      |
| Ava Fremont         | Sandra Mae Frank | Törtei Tünde     |
| Mason Lynch         | Mekhi Phifer     | Egressy G. Tamás |
| Doug Slater nyomozó | Mark Strong      | Király Attila    |
| Angel Flores        | Michael Eklund   |                  |
| orvos               | Djinda Kane      |                  |
| Sam Shaw            | Katrina Lupi     | Hermann Lilla    |

### Magyar változat
- Magyar szöveg: Markwarth Zsófia
- Hangmérnök és vágó: Hegyesi Ákos
- Gyártásvezető: Mészáros Szilvia
- Szinkronrendező: Berzsenyi Márta
- Produkciós vezető: Legény Judit

A szinkront a Laborfilm Szinkronstúdió készítette el.

## A film készítése
2022 októberében jelentették be, hogy Joel Kinnaman szerepet kapott a filmben. 2022 novemberében Mark Strong csatlakozott a filmhez. 2023 januárjában bejelentették, hogy Sandra Mae Frank és Mekhi Phifer is csatlakozott a szereplőgárdához.
2024 februárjában bejelentették, hogy a Republic Pictures megszerezte a Máltán és Torontóban 2023-ban forgatott film észak-amerikai és ázsiai előfizetéses TV-forgalmazási jogait. 2023 áprilisában a forgatásra az Ontario állambeli Kitchener városában került sor.

## Fogadtatás
A film a Rotten Tomatoes-on 67%-os értékelést kapott 18 kritika alapján, az átlagos pontszáma 5.6/10.